# Orde van Sportieve Verdienste (Zuid-Korea)
De Orde van Sportieve Verdienste  (Koreaans: 체육훈장 , cheyughunjang) werd in 1962 ingesteld en dient als belangrijkste onderscheiding voor de regering van de Republiek Korea voor verdiensten op het gebied van cultuur. In 1974 werden de kleinoden en sterren gewijzigd.
Er zijn vijf graden.
Deze orde is onderverdeeld in
- De Cheongryong Medaille of Blauwe Draakmedaille

Een grootkruis aan een oranjerood lint. De baton heeft twee brede gouden biezen.
- De Maengho Medaille of Dappere Tijgermedaille

Een commandeurskruis aan een oranjerood lint met vier gouden strepen langs de zoom met ster.
- De Geosang Medaille of Grote Heldmedaille

Een commandeurskruis aan een oranjerood lint met drie gouden strepen langs de zoom. 
- De Baegma Medaille of medaille van het witte Paard

Een officierskruis aan een oranjerood lint met twee gouden strepen langs de zoom.
- De Girin Medaille of Eenhoornmedaille

Een officierskruis aan een oranjerood lint met twee gouden strepen langs de zoom.
Het kleinood lijkt sterk op het Franse Legioen van Eer. Boven een kruis met vijf armen en tien punten is een lauwerkrans als verhoging bevestigd. Het kruis is op een groene lauwerkrans gelegd. In het medaillon is een gouden pauw afgebeeld.